# Distretto elettorale di Kahenge
Il distretto elettorale di Kahenge è un distretto elettorale della Namibia situato nella Regione di Kavango con 29.799 abitanti al censimento del 2011. Il capoluogo è la città di Kahenge.

## Località
Oltre al capoluogo le principali località del distretto sono:
Tondoro, Rupara, Sambusu, Mpanda e Mpuku.